# Liste des chapelles de l'Ardèche
La liste des chapelles de l'Ardèche présente les chapelles de culte catholique situées sur le territoire des communes du département français de l' Ardèche. Il est fait état des diverses protections dont elles peuvent bénéficier, et notamment les inscriptions et classements au titre des monuments historiques.
Toutes sont situées dans le diocèse de Viviers.

## Liste
| Chapelle                                                                                                  | Commune                     | Adresse | Coordonnées                      | Notice         | Protection                                                | Date        | Illustration                                                                                              |
| --- | --------------------------- | ------- | -------------------------------- | -------------- | --------------------------------------------------------- | ----------- | --- |
| Chapelle Saint-André d'Alba-la-Romaine                                                                    | Alba-la-Romaine             |         | 44° 33′ 20″ nord, 4° 35′ 54″ est |                |                                                           |             | Chapelle Saint-André d'Alba-la-Romaine                                                                    |
| Chapelle Saint-Martin de la Roche                                                                         | Alba-la-Romaine             |         | 44° 33′ 10″ nord, 4° 36′ 11″ est |                |                                                           |             | Chapelle Saint-Martin de la Roche                                                                         |
| Chapelle Saint-Didier de Crussol                                                                          | Alboussière                 |         | 44° 56′ 40″ nord, 4° 42′ 49″ est |                |                                                           |             | Chapelle Saint-Didier de Crussol                                                                          |
| Chapelle Saint-Barula de Saint-Bosc                                                                       | Andance                     |         | 45° 12′ 51″ nord, 4° 48′ 01″ est |                |                                                           |             | Chapelle Saint-Barula de Saint-Bosc                                                                       |
| Chapelle Sainte-Claire d'Annonay                                                                          | Annonay                     |         | 45° 14′ 31″ nord, 4° 40′ 16″ est | « PA00116625 » | Classé MH                                                 | 1984        | Chapelle Sainte-Claire d'Annonay                                                                          |
| Chapelle de Trachin                                                                                       | Annonay                     |         | 45° 14′ 22″ nord, 4° 40′ 13″ est |                |                                                           |             | Chapelle de Trachin                                                                                       |
| Chapelle du domaine de Marc Seguin d'Annonay                                                              | Annonay                     |         | 45° 15′ 46″ nord, 4° 39′ 58″ est |                |                                                           |             | Chapelle du domaine de Marc Seguin d'Annonay                                                              |
| Chapelle de l'Enfant-Jésus d'Annonay                                                                      | Annonay                     |         | 45° 14′ 30″ nord, 4° 40′ 03″ est |                |                                                           |             | Chapelle de l'Enfant-Jésus d'Annonay                                                                      |
| Chapelle du foyer Saint-Charles d'Annonay                                                                 | Annonay                     |         | 45° 14′ 45″ nord, 4° 40′ 35″ est |                |                                                           |             | Image manquante Téléverser                                                                                |
| Ancienne chapelle de la Petite Providence d'Annonay                                                       | Annonay                     |         | 45° 14′ 29″ nord, 4° 40′ 14″ est |                |                                                           |             | Ancienne chapelle de la Petite Providence d'Annonay                                                       |
| Chapelle Sainte-Marie d'Annonay                                                                           | Annonay                     |         | 45° 14′ 29″ nord, 4° 40′ 12″ est |                |                                                           |             | Chapelle Sainte-Marie d'Annonay                                                                           |
| Chapelle du cimetière d'Annonay                                                                           | Annonay                     |         | 45° 14′ 30″ nord, 4° 39′ 33″ est |                |                                                           |             | Image manquante Téléverser                                                                                |
| Chapelle Saint-Roch de la Pause                                                                           | Antraigues-sur-Volane       |         | 44° 43′ 29″ nord, 4° 21′ 25″ est |                |                                                           |             | Image manquante Téléverser                                                                                |
| Chapelle Saint-Julien de Rocher de Soutron                                                                | Arcens                      |         | 44° 54′ 17″ nord, 4° 17′ 51″ est |                |                                                           |             | Image manquante Téléverser                                                                                |
| Chapelle Saint-Jean d'Ardoix                                                                              | Ardoix                      |         | 45° 11′ 16″ nord, 4° 44′ 14″ est |                |                                                           |             | Chapelle Saint-Jean d'Ardoix                                                                              |
| Chapelle Saint-Just de Saint-Just (Ardèche)                                                               | Arlebosc                    |         | 45° 02′ 43″ nord, 4° 37′ 22″ est |                |                                                           |             | Chapelle Saint-Just de Saint-Just (Ardèche)                                                               |
| Chapelle Saint-Benoît d'Aubenas                                                                           | Aubenas                     |         | 44° 37′ 16″ nord, 4° 23′ 13″ est | « PA00116630 » | Classé MH                                                 | 1944        | Chapelle Saint-Benoît d'Aubenas                                                                           |
| Chapelle Notre-Dame des Oliviers                                                                          | Aubenas                     |         | 44° 37′ 15″ nord, 4° 22′ 41″ est |                |                                                           |             | Chapelle Notre-Dame des Oliviers                                                                          |
| Chapelle de la résidence Saint-Joseph de Montargues                                                       | Aubenas                     |         | 44° 36′ 51″ nord, 4° 22′ 58″ est |                |                                                           |             | Image manquante Téléverser                                                                                |
| Chapelle de l'ensemble scolaire Saint-François-d'Assise d'Aubenas                                         | Aubenas                     |         | 44° 37′ 03″ nord, 4° 23′ 39″ est |                |                                                           |             | Image manquante Téléverser                                                                                |
| Chapelle des Cordeliers d'Aubenas                                                                         | Aubenas                     |         | 44° 37′ 16″ nord, 4° 23′ 15″ est |                |                                                           |             | Chapelle des Cordeliers d'Aubenas                                                                         |
| Chapelle du petit séminaire d'Aubenas                                                                     | Aubenas                     |         | 44° 37′ 12″ nord, 4° 23′ 28″ est |                |                                                           |             | Image manquante Téléverser                                                                                |
| Chapelle Saint-Pierre de Saint-Pierre (Ardèche)                                                           | Aubenas                     |         | 44° 35′ 26″ nord, 4° 24′ 21″ est |                |                                                           |             | Chapelle Saint-Pierre de Saint-Pierre (Ardèche)                                                           |
| Chapelle Saint-Joseph de Baix                                                                             | Baix                        |         | 44° 42′ 52″ nord, 4° 45′ 43″ est |                |                                                           |             | Chapelle Saint-Joseph de Baix                                                                             |
| Chapelle Chazotte de Balazuc                                                                              | Balazuc                     |         | 44° 30′ 19″ nord, 4° 22′ 48″ est |                |                                                           |             | Chapelle Chazotte de Balazuc                                                                              |
| Chapelle Saint-Régis des Divols                                                                           | Beaulieu                    |         | 44° 20′ 36″ nord, 4° 14′ 38″ est |                |                                                           |             | Image manquante Téléverser                                                                                |
| Chapelle Saint-Régis de Chervil                                                                           | Beauvène                    |         | 44° 52′ 34″ nord, 4° 32′ 12″ est |                |                                                           |             | Chapelle Saint-Régis de Chervil                                                                           |
| Chapelle Notre-Dame-du-Bon-Voyage de Berrias                                                              | Berrias-et-Casteljau        |         | à géolocaliser                   |                |                                                           |             | Image manquante Téléverser                                                                                |
| Chapelle Notre-Dame de Boucieu-le-Roi                                                                     | Boucieu-le-Roi              |         | à géolocaliser                   |                |                                                           |             | Chapelle Notre-Dame de Boucieu-le-Roi                                                                     |
| Chapelle Notre-Dame de la congrégation des Sœurs du Saint-Sacrement de Boucieu-le-Roi                     | Boucieu-le-Roi              |         | 45° 02′ 14″ nord, 4° 40′ 48″ est |                |                                                           |             | Chapelle Notre-Dame de la congrégation des Sœurs du Saint-Sacrement de Boucieu-le-Roi                     |
| Chapelle des Ursulines de Boulieu-lès-Annonay                                                             | Boulieu-lès-Annonay         |         | 45° 16′ 07″ nord, 4° 39′ 59″ est |                |                                                           |             | Chapelle des Ursulines de Boulieu-lès-Annonay                                                             |
| Chapelle de l'hospice de Bourg-Saint-Andéol                                                               | Bourg-Saint-Andéol          |         | 44° 22′ 31″ nord, 4° 38′ 47″ est | « PA00116655 » | Classé MH                                                 | 1919        | Chapelle de l'hospice de Bourg-Saint-Andéol                                                               |
| Chapelle Saint-Polycarpe de Bourg-Saint-Andéol                                                            | Bourg-Saint-Andéol          |         | 44° 22′ 14″ nord, 4° 38′ 50″ est | « PA00116656 » | Classé MH                                                 | 1943        | Chapelle Saint-Polycarpe de Bourg-Saint-Andéol                                                            |
| Chapelle du couvent des sœurs de la Présentation de Marie, couvent de la Visitation de Bourg-Saint-Andéol | Bourg-Saint-Andéol          |         | 44° 22′ 27″ nord, 4° 38′ 46″ est |                |                                                           |             | Chapelle du couvent des sœurs de la Présentation de Marie, couvent de la Visitation de Bourg-Saint-Andéol |
| Chapelle Notre-Dame de Chalon                                                                             | Bourg-Saint-Andéol          |         | 44° 22′ 58″ nord, 4° 34′ 55″ est |                |                                                           |             | Chapelle Notre-Dame de Chalon                                                                             |
| Chapelle Notre-Dame de Cousignac                                                                          | Bourg-Saint-Andéol          |         | 44° 24′ 27″ nord, 4° 38′ 30″ est |                |                                                           |             | Image manquante Téléverser                                                                                |
| Chapelle Saint-Ferréol de Saint-Ferréol (Ardèche)                                                         | Bourg-Saint-Andéol          |         | 44° 21′ 28″ nord, 4° 37′ 33″ est |                |                                                           |             | Chapelle Saint-Ferréol de Saint-Ferréol (Ardèche)                                                         |
| Chapelle Notre-Dame-des-Sept-Douleurs de Burzet                                                           | Burzet                      |         | 44° 44′ 27″ nord, 4° 14′ 41″ est |                |                                                           |             | Chapelle Notre-Dame-des-Sept-Douleurs de Burzet                                                           |
| Chapelle Saint-Bénézet de Villard                                                                         | Burzet                      |         | 44° 43′ 59″ nord, 4° 16′ 07″ est |                |                                                           |             | Image manquante Téléverser                                                                                |
| Chapelle Saint-Benoît de Chassiers                                                                        | Chassiers                   |         | 44° 33′ 00″ nord, 4° 17′ 46″ est | « PA00116686 » | Classé MH                                                 | 1907        | Chapelle Saint-Benoît de Chassiers                                                                        |
| Chapelle Notre-Dame-de-Bon-Rencontre de Joux                                                              | Chassiers                   |         | 44° 34′ 46″ nord, 4° 18′ 10″ est |                |                                                           |             | Image manquante Téléverser                                                                                |
| Chapelle Saint-Joseph de Coulens                                                                          | Chassiers                   |         | 44° 33′ 36″ nord, 4° 17′ 41″ est |                |                                                           |             | Image manquante Téléverser                                                                                |
| Chapelle Notre-Dame de Ceintres                                                                           | Cheminas                    |         | 45° 08′ 18″ nord, 4° 44′ 13″ est |                |                                                           |             | Chapelle Notre-Dame de Ceintres                                                                           |
| Chapelle ruinée de Champ-la-Lioure                                                                        | Chomérac                    |         | 44° 41′ 38″ nord, 4° 38′ 55″ est |                |                                                           |             | Image manquante Téléverser                                                                                |
| Chapelle du château-monastère des Célestins de Colombier-le-Cardinal                                      | Colombier-le-Cardinal       |         | 45° 16′ 03″ nord, 4° 44′ 13″ est |                |                                                           |             | Image manquante Téléverser                                                                                |
| Chapelle Notre-Dame de la Mûre                                                                            | Cornas                      |         | 44° 58′ 22″ nord, 4° 51′ 08″ est |                |                                                           |             | Chapelle Notre-Dame de la Mûre                                                                            |
| Chapelle Saint-Pierre de Rouveure                                                                         | Cornas                      |         | 44° 58′ 07″ nord, 4° 49′ 46″ est |                |                                                           |             | Chapelle Saint-Pierre de Rouveure                                                                         |
| Chapelle Notre-Dame-de-Pitié de Coucouron                                                                 | Coucouron                   |         | 44° 48′ 18″ nord, 3° 58′ 16″ est |                |                                                           |             | Chapelle Notre-Dame-de-Pitié de Coucouron                                                                 |
| Chapelle fortifiée Saint-Benoît de Cruas                                                                  | Cruas                       |         | 44° 39′ 21″ nord, 4° 45′ 39″ est |                |                                                           |             | Chapelle fortifiée Saint-Benoît de Cruas                                                                  |
| Chapelle Saint-Régis de Pourcharesse                                                                      | Dompnac                     |         | 44° 33′ 42″ nord, 4° 07′ 23″ est |                |                                                           |             | Chapelle Saint-Régis de Pourcharesse                                                                      |
| Chapelle Saint-André de Marsan                                                                            | Eclassan                    |         | 45° 09′ 29″ nord, 4° 43′ 22″ est |                |                                                           |             | Chapelle Saint-André de Marsan                                                                            |
| Chapelle Saint-Abdon-et-Saint-Sennen de Montbard                                                          | Eclassan                    |         | 45° 09′ 44″ nord, 4° 44′ 27″ est |                |                                                           |             | Chapelle Saint-Abdon-et-Saint-Sennen de Montbard                                                          |
| Chapelle Notre-Dame-de-la-Roche d'Eclassan                                                                | Eclassan                    |         | 45° 09′ 38″ nord, 4° 45′ 49″ est |                |                                                           |             | Chapelle Notre-Dame-de-la-Roche d'Eclassan                                                                |
| Chapelle Saint-Blaise de Gras                                                                             | Gras                        |         | 44° 26′ 41″ nord, 4° 32′ 35″ est | « PA00116709 » | Inscrit MH                                                | 1935        | Chapelle Saint-Blaise de Gras                                                                             |
| Chapelle inachevée Notre-Dame de la Salette de Gras                                                       | Gras                        |         | 44° 26′ 43″ nord, 4° 32′ 15″ est |                |                                                           |             | Chapelle inachevée Notre-Dame de la Salette de Gras                                                       |
| Chapelle du Sacré-Cœur de Rimouren                                                                        | Gras                        |         | 44° 24′ 42″ nord, 4° 33′ 19″ est |                |                                                           |             | Chapelle du Sacré-Cœur de Rimouren                                                                        |
| Chapelle Saint-Clair d'Issanlas                                                                           | Issanlas                    |         | 44° 47′ 05″ nord, 4° 00′ 27″ est |                |                                                           |             | Chapelle Saint-Clair d'Issanlas                                                                           |
| Chapelle Notre-Dame de l'Aulagnet                                                                         | Jaujac                      |         | 44° 37′ 52″ nord, 4° 16′ 06″ est |                |                                                           |             | Chapelle Notre-Dame de l'Aulagnet                                                                         |
| Chapelle Notre-Dame-de-la-Pitié de Jaunac                                                                 | Jaunac                      |         | 44° 55′ 09″ nord, 4° 23′ 57″ est |                |                                                           |             | Chapelle Notre-Dame-de-la-Pitié de Jaunac                                                                 |
| Chapelle Saint-Louis de La Souche                                                                         | La Souche                   |         | 44° 37′ 42″ nord, 4° 09′ 11″ est |                |                                                           |             | Chapelle Saint-Louis de La Souche                                                                         |
| Chapelle Sainte-Catherine de La Voulte-sur-Rhône                                                          | La Voulte-sur-Rhône         |         | 44° 48′ 18″ nord, 4° 46′ 53″ est |                |                                                           |             | Chapelle Sainte-Catherine de La Voulte-sur-Rhône                                                          |
| Chapelle Notre-Dame-de-Bon-Secours dite d'Ajude de Lagorce                                                | Lagorce                     |         | 44° 26′ 59″ nord, 4° 25′ 32″ est |                |                                                           |             | Image manquante Téléverser                                                                                |
| Chapelle Sainte-Anne de Courbessas et Leyris                                                              | Lagorce                     |         | 44° 29′ 52″ nord, 4° 25′ 34″ est |                |                                                           |             | Image manquante Téléverser                                                                                |
| Chapelle Sainte-Thérèse-Couderc de Lalouvesc                                                              | Lalouvesc                   |         | 45° 07′ 07″ nord, 4° 32′ 07″ est |                |                                                           |             | Chapelle Sainte-Thérèse-Couderc de Lalouvesc                                                              |
| Chapelle Saint-Ignace de Lalouvesc                                                                        | Lalouvesc                   |         | 45° 07′ 07″ nord, 4° 32′ 07″ est |                |                                                           |             | Chapelle Saint-Ignace de Lalouvesc                                                                        |
| Chapelle Saint-Régis de Lalouvesc                                                                         | Lalouvesc                   |         | 45° 07′ 07″ nord, 4° 32′ 08″ est |                |                                                           |             | Chapelle Saint-Régis de Lalouvesc                                                                         |
| Chapelle des Saints-Os                                                                                    | Lamastre                    |         | 44° 59′ 11″ nord, 4° 34′ 54″ est |                |                                                           |             | Chapelle des Saints-Os                                                                                    |
| Chapelle de l'Immaculée de Ginestet                                                                       | Largentière                 |         | 44° 31′ 00″ nord, 4° 18′ 44″ est |                |                                                           |             | Chapelle de l'Immaculée de Ginestet                                                                       |
| Chapelle Notre-Dame-de-Bon-Secours de Lavilledieu                                                         | Lavilledieu                 |         | 44° 34′ 42″ nord, 4° 27′ 04″ est |                |                                                           |             | Chapelle Notre-Dame-de-Bon-Secours de Lavilledieu                                                         |
| Chapelle de la chartreuse de Bonnefoy                                                                     | Le Béage                    |         | 44° 52′ 16″ nord, 4° 10′ 38″ est |                |                                                           |             | Chapelle de la chartreuse de Bonnefoy                                                                     |
| Chapelle du couvent Saint-Joseph du Cheylard                                                              | Le Cheylard                 |         | 44° 54′ 28″ nord, 4° 25′ 22″ est |                |                                                           |             | Chapelle du couvent Saint-Joseph du Cheylard                                                              |
| Chapelle Sainte-Appolonie du Puech                                                                        | Les Assions                 |         | 44° 25′ 26″ nord, 4° 10′ 11″ est |                |                                                           |             | Chapelle Sainte-Appolonie du Puech                                                                        |
| Chapelle du Carmel des Vans                                                                               | Les Vans                    |         | 44° 24′ 22″ nord, 4° 07′ 48″ est |                |                                                           |             | Chapelle du Carmel des Vans Site hôtel-restaurant Le Carmel                                               |
| Chapelle du couvent des Sœurs de Saint-Joseph des Vans                                                    | Les Vans                    |         | 44° 24′ 17″ nord, 4° 08′ 06″ est |                |                                                           |             | Chapelle du couvent des Sœurs de Saint-Joseph des Vans                                                    |
| Chapelle Sainte-Philomène de Chassagnes                                                                   | Les Vans                    |         | 44° 24′ 20″ nord, 4° 09′ 51″ est |                |                                                           |             | Chapelle Sainte-Philomène de Chassagnes                                                                   |
| Chapelle du cimetière de Malbosc                                                                          | Malbosc                     |         | 44° 20′ 48″ nord, 4° 04′ 26″ est |                |                                                           |             | Image manquante Téléverser                                                                                |
| Chapelle Notre-Dame-des-Voyageurs du Château                                                              | Mayres                      |         | 44° 20′ 48″ nord, 4° 04′ 26″ est |                |                                                           |             | Chapelle Notre-Dame-des-Voyageurs du Château                                                              |
| Chapelle Saint-Médard de Mayres                                                                           | Mayres                      |         | 44° 40′ 23″ nord, 4° 05′ 52″ est |                |                                                           |             | Chapelle Saint-Médard de Mayres                                                                           |
| Chapelle Saint-Roch de Meyras                                                                             | Meyras                      |         | 44° 40′ 46″ nord, 4° 16′ 06″ est |                |                                                           |             | Image manquante Téléverser                                                                                |
| Chapelle du domaine de l'institut Olivier de Serres du Pradel                                             | Mirabel                     |         | à géolocaliser                   |                |                                                           |             | Image manquante Téléverser                                                                                |
| Chapelle Saint-Joseph de Mirabel                                                                          | Mirabel                     |         | 44° 36′ 29″ nord, 4° 29′ 56″ est |                |                                                           |             | Chapelle Saint-Joseph de Mirabel Page parlant de la chapelle Saint Joseph et de l'église Saint-Etienne    |
| Chapelle de Ville Basse                                                                                   | Montpezat-sous-Bauzon       |         | 44° 42′ 28″ nord, 4° 12′ 44″ est |                |                                                           |             | Chapelle de Ville Basse                                                                                   |
| Chapelle du Calvaire de Montpezat-sous-Bauzon                                                             | Montpezat-sous-Bauzon       |         | 44° 42′ 29″ nord, 4° 13′ 03″ est |                |                                                           |             | Chapelle du Calvaire de Montpezat-sous-Bauzon                                                             |
| Chapelle de Cassagnole                                                                                    | Orgnac-l'Aven               |         | à géolocaliser                   |                |                                                           |             | Image manquante Téléverser                                                                                |
| Chapelle Saint-Jean-Saint-Paul d'Ozon                                                                     | Ozon                        |         | 45° 09′ 58″ nord, 4° 48′ 10″ est |                |                                                           |             | Chapelle Saint-Jean-Saint-Paul d'Ozon                                                                     |
| Chapelle du Calvaire de Payzac                                                                            | Payzac                      |         | 44° 27′ 11″ nord, 4° 09′ 07″ est | « PA00116739 » | Inscrit MH                                                | 1982        | Chapelle du Calvaire de Payzac                                                                            |
| Chapelle Notre-Dame-de-la-Piété de Verlieux                                                               | Peyraud                     |         | 45° 17′ 59″ nord, 4° 46′ 20″ est |                |                                                           |             | Chapelle Notre-Dame-de-la-Piété de Verlieux                                                               |
| Chapelle Sainte-Croix de Prades                                                                           | Prades                      |         | 44° 38′ 21″ nord, 4° 18′ 58″ est |                |                                                           |             | Chapelle Sainte-Croix de Prades                                                                           |
| Chapelle Notre-Dame des Douleurs de Prades                                                                | Prades                      |         | 44° 38′ 19″ nord, 4° 18′ 56″ est |                |                                                           |             | Chapelle Notre-Dame des Douleurs de Prades                                                                |
| Chapelle du centre hospitalier Sainte-Marie                                                               | Privas                      |         | 44° 43′ 57″ nord, 4° 35′ 41″ est |                |                                                           |             | Chapelle du centre hospitalier Sainte-Marie                                                               |
| Chapelle des Récollets                                                                                    | Privas                      |         | 44° 44′ 10″ nord, 4° 35′ 43″ est |                |                                                           |             | Chapelle des Récollets                                                                                    |
| Chapelle Notre-Dame-des-Douleurs du Mont Toulon                                                           | Privas                      |         | 44° 44′ 01″ nord, 4° 35′ 27″ est |                |                                                           |             | Chapelle Notre-Dame-des-Douleurs du Mont Toulon                                                           |
| Chapelle Notre-Dame-des-Anges de Rochemaure                                                               | Rochemaure                  |         | 44° 35′ 13″ nord, 4° 42′ 04″ est | « PA00116756 » | Inscrit MH                                                | 1971        | Chapelle Notre-Dame-des-Anges de Rochemaure                                                               |
| Chapelle des Pénitents de Rochemaure                                                                      | Rochemaure                  |         | à géolocaliser                   |                |                                                           |             | Image manquante Téléverser                                                                                |
| Chapelle Saint-Régis de Rocles                                                                            | Rocles                      |         | 44° 33′ 55″ nord, 4° 13′ 40″ est |                |                                                           |             | Image manquante Téléverser                                                                                |
| Chapelle du Prédicant de Vieux Rompon                                                                     | Rompon                      |         | 44° 46′ 31″ nord, 4° 43′ 58″ est |                |                                                           |             | Chapelle du Prédicant de Vieux Rompon                                                                     |
| Chapelle Notre-Dame-du-Rhône de Ruoms                                                                     | Ruoms                       |         | 44° 27′ 11″ nord, 4° 20′ 28″ est | « PA00116761 » | Classé MH                                                 | 1908        | Chapelle Notre-Dame-du-Rhône de Ruoms                                                                     |
| Chapelle Saint Régis de Sablières                                                                         | Sablières                   |         | 44° 32′ 07″ nord, 4° 04′ 22″ est |                |                                                           |             | Chapelle Saint Régis de Sablières                                                                         |
| Chapelle de la Clinique de Moze de Saint-Agrève                                                           | Saint-Agrève                |         | 45° 00′ 34″ nord, 4° 23′ 49″ est |                |                                                           |             | Image manquante Téléverser                                                                                |
| Chapelle Saint-Agrève de Saint-Agrève                                                                     | Saint-Agrève                |         | 45° 00′ 56″ nord, 4° 23′ 50″ est | « IA07000011 » |                                                           |             | Chapelle Saint-Agrève de Saint-Agrève                                                                     |
| Chapelle Saint-Pierre-aux-Liens de Saint-Alban-Auriolles                                                  | Saint-Alban-Auriolles       |         | 44° 25′ 45″ nord, 4° 17′ 37″ est |                |                                                           |             | Chapelle Saint-Pierre-aux-Liens de Saint-Alban-Auriolles                                                  |
| Chapelle Saint-Pierre-et-Saint-Paul de Mounens                                                            | Saint-Basile                |         | 44° 57′ 03″ nord, 4° 31′ 42″ est |                |                                                           |             | Chapelle Saint-Pierre-et-Saint-Paul de Mounens                                                            |
| Chapelle de Beauregard                                                                                    | Saint-Cyr                   |         | 45° 14′ 27″ nord, 4° 44′ 33″ est |                |                                                           |             | Image manquante Téléverser                                                                                |
| Chapelle du couvent Saint-Joseph de Saint-Félicien                                                        | Saint-Félicien              |         | 45° 05′ 13″ nord, 4° 37′ 43″ est |                |                                                           |             | Chapelle du couvent Saint-Joseph de Saint-Félicien                                                        |
| Chapelle Sainte-Catherine de Balmes de Montbrun                                                           | Saint-Gineys-en-Coiron      |         | 44° 36′ 54″ nord, 4° 32′ 37″ est |                |                                                           |             | Image manquante Téléverser                                                                                |
| Chapelle Saint-Sulpice de Saint-Marcel-d'Ardèche                                                          | Saint-Marcel-d'Ardèche      |         | 44° 19′ 26″ nord, 4° 34′ 48″ est | « PA00116793 » | Classé MH                                                 | 1932        | Chapelle Saint-Sulpice de Saint-Marcel-d'Ardèche                                                          |
| Chapelle des Pénitents de Saint-Marcel-d'Ardèche                                                          | Saint-Marcel-d'Ardèche      |         | à géolocaliser                   |                |                                                           |             | Image manquante Téléverser                                                                                |
| Chapelle Saint-Joseph de Saint-Marcel-d'Ardèche                                                           | Saint-Marcel-d'Ardèche      |         | 44° 19′ 44″ nord, 4° 37′ 12″ est |                |                                                           |             | Chapelle Saint-Joseph de Saint-Marcel-d'Ardèche                                                           |
| Chapelle Saint-Julien dite Saint-Julien-la-Renne de Saint-Marcel-d'Ardèche                                | Saint-Marcel-d'Ardèche      |         | 44° 20′ 38″ nord, 4° 37′ 00″ est |                |                                                           |             | Chapelle Saint-Julien dite Saint-Julien-la-Renne de Saint-Marcel-d'Ardèche                                |
| Chapelle des Salelles                                                                                     | Saint-Maurice-d'Ibie        |         | 44° 28′ 21″ nord, 4° 27′ 52″ est |                |                                                           |             | Image manquante Téléverser                                                                                |
| Chapelle Saint-Jean de Saint-Michel-de-Boulogne                                                           | Saint-Michel-de-Boulogne    |         | à géolocaliser                   |                |                                                           |             | Chapelle Saint-Jean de Saint-Michel-de-Boulogne                                                           |
| Chapelle Saint-André de Mitroys                                                                           | Saint-Montan                |         | 44° 26′ 10″ nord, 4° 38′ 07″ est | « PA00116799 » | Classé MH                                                 | 1910        | Chapelle Saint-André de Mitroys                                                                           |
| Chapelle dite de la Famille-Missionnaire-de-Notre-Dame de Cité du Barrage                                 | Saint-Montan                |         | à géolocaliser                   |                |                                                           |             | Chapelle dite de la Famille-Missionnaire-de-Notre-Dame de Cité du Barrage                                 |
| Chapelle de Saint-Jean-de-Pourcharesse                                                                    | Saint-Pierre-Saint-Jean     |         | à géolocaliser                   |                |                                                           |             | Image manquante Téléverser                                                                                |
| Chapelle d'Aulueyres                                                                                      | Saint-Pierre-de-Colombier   |         | 44° 41′ 50″ nord, 4° 15′ 29″ est |                |                                                           |             | Image manquante Téléverser                                                                                |
| Chapelle de Roche chérie                                                                                  | Saint-Pons                  |         | 44° 36′ 48″ nord, 4° 33′ 29″ est |                |                                                           |             | Chapelle de Roche chérie                                                                                  |
| Chapelle Notre-Dame-de-la-Pitié de Saint-Prix                                                             | Saint-Prix                  |         | 44° 56′ 37″ nord, 4° 30′ 10″ est |                |                                                           |             | Chapelle Notre-Dame-de-la-Pitié de Saint-Prix                                                             |
| Chapelle Sainte-Anne de Saint-Remèze                                                                      | Saint-Remèze                |         | 44° 23′ 33″ nord, 4° 30′ 24″ est |                |                                                           |             | Chapelle Sainte-Anne de Saint-Remèze                                                                      |
| Chapelle Notre-Dame-de-l'Assomption du Pic                                                                | Saint-Romain-de-Lerps       |         | 44° 59′ 01″ nord, 4° 47′ 57″ est |                |                                                           |             | Chapelle Notre-Dame-de-l'Assomption du Pic                                                                |
| Chapelle Saint-Geniès de Saint-Sauveur-de-Cruzières                                                       | Saint-Sauveur-de-Cruzières  |         | 44° 16′ 44″ nord, 4° 14′ 47″ est |                |                                                           |             | Image manquante Téléverser                                                                                |
| Chapelle Saint-Privas de Saint-Sauveur-de-Cruzières                                                       | Saint-Sauveur-de-Cruzières  |         | 44° 17′ 50″ nord, 4° 14′ 32″ est |                |                                                           |             | Image manquante Téléverser                                                                                |
| Chapelle Saint-Martin de Galéjas                                                                          | Saint-Sylvestre             |         | 44° 59′ 33″ nord, 4° 45′ 42″ est |                |                                                           |             | Chapelle Saint-Martin de Galéjas                                                                          |
| Chapelle Saint-Sébastien de Saint-Thomé                                                                   | Saint-Thomé                 |         | 44° 30′ 00″ nord, 4° 37′ 34″ est | « PA00116808 » | Inscrit MH                                                | 1974        | Chapelle Saint-Sébastien de Saint-Thomé                                                                   |
| Chapelle Notre-Dame de Navas                                                                              | Saint-Victor                |         | 45° 06′ 46″ nord, 4° 41′ 16″ est |                |                                                           |             | Chapelle Notre-Dame de Navas                                                                              |
| Chapelle Notre-Dame-de-l'Espérance de Pramailhet                                                          | Saint-Étienne-de-Boulogne   |         | 44° 41′ 03″ nord, 4° 29′ 32″ est |                |                                                           |             | Chapelle Notre-Dame-de-l'Espérance de Pramailhet                                                          |
| Chapelle Sainte-Anne de la Chapelette                                                                     | Saint-Étienne-de-Fontbellon |         | 44° 35′ 36″ nord, 4° 22′ 40″ est |                |                                                           |             | Chapelle Sainte-Anne de la Chapelette                                                                     |
| Chapelle Notre-Dame des Voyageurs du Bez                                                                  | Saint-Étienne-de-Lugdarès   |         | 44° 38′ 19″ nord, 4° 03′ 02″ est |                |                                                           |             | Chapelle Notre-Dame des Voyageurs du Bez                                                                  |
| Chapelle Notre-Dame-de-Toutes-Grâces de Saint-Étienne-de-Valoux                                           | Saint-Étienne-de-Valoux     |         | 45° 14′ 48″ nord, 4° 47′ 05″ est |                |                                                           |             | Chapelle Notre-Dame-de-Toutes-Grâces de Saint-Étienne-de-Valoux                                           |
| Chapelle Notre-Dame-des-Sept-Douleurs de la Chapelette                                                    | Sanilhac                    |         | à géolocaliser                   |                |                                                           |             | Image manquante Téléverser                                                                                |
| Chapelle Notre-Dame-d'Espérance de Sarras                                                                 | Sarras                      |         | 45° 11′ 33″ nord, 4° 46′ 49″ est |                |                                                           |             | Chapelle Notre-Dame-d'Espérance de Sarras                                                                 |
| Chapelle du collège Saint-Joseph de Satillieu                                                             | Satillieu                   |         | à géolocaliser                   |                |                                                           |             | Chapelle du collège Saint-Joseph de Satillieu                                                             |
| Chapelle Notre-Dame-de-Pitié de Serrières                                                                 | Serrières                   |         | 45° 19′ 07″ nord, 4° 45′ 42″ est | « PA00116817 » | Inscrit MH Façades et toitures                            | 1984        | Chapelle Notre-Dame-de-Pitié de Serrières                                                                 |
| Chapelle Saint-Sornin de Serrières                                                                        | Serrières                   |         | 45° 18′ 50″ nord, 4° 46′ 12″ est | « PA00116818 » | Classé MH Nef ; Classé MH Chapelle, sauf nef déjà classée | 1932 ; 1937 | Chapelle Saint-Sornin de Serrières                                                                        |
| Chapelle Saint-Roch de Thueyts                                                                            | Thueyts                     |         | 44° 40′ 41″ nord, 4° 13′ 15″ est |                |                                                           |             | Image manquante Téléverser                                                                                |
| Chapelle du cimetière de Tournon-sur-Rhône                                                                | Tournon-sur-Rhône           |         | 45° 03′ 45″ nord, 4° 49′ 59″ est |                |                                                           |             | Chapelle du cimetière de Tournon-sur-Rhône                                                                |
| Chapelle du couvent des Saints-Cœurs de Tournon-sur-Rhône                                                 | Tournon-sur-Rhône           |         | 45° 03′ 50″ nord, 4° 50′ 07″ est |                |                                                           |             | Chapelle du couvent des Saints-Cœurs de Tournon-sur-Rhône                                                 |
| Chapelle du lycée Gabriel Fauré de Tournon-sur-Rhône                                                      | Tournon-sur-Rhône           |         | 45° 04′ 01″ nord, 4° 50′ 07″ est |                |                                                           |             | Chapelle du lycée Gabriel Fauré de Tournon-sur-Rhône                                                      |
| Chapelle Saint-Vincent de Tournon-sur-Rhône                                                               | Tournon-sur-Rhône           |         | 45° 04′ 06″ nord, 4° 49′ 56″ est |                |                                                           |             | Chapelle Saint-Vincent de Tournon-sur-Rhône                                                               |
| Chapelle des Voyageurs du Pont d'Ucel                                                                     | Ucel                        |         | 44° 37′ 35″ nord, 4° 23′ 53″ est |                |                                                           |             | Chapelle des Voyageurs du Pont d'Ucel                                                                     |
| Chapelle Saint-Martin de Chames                                                                           | Vallon-Pont-d'Arc           |         | 44° 22′ 41″ nord, 4° 25′ 39″ est |                |                                                           |             | Image manquante Téléverser                                                                                |
| Chapelle du Calvaire de Vals-les-Bains                                                                    | Vals-les-Bains              |         | à géolocaliser                   |                |                                                           |             | Chapelle du Calvaire de Vals-les-Bains                                                                    |
| Chapelle du monastère Sainte-Claire de Vals-les-Bains                                                     | Vals-les-Bains              |         | à géolocaliser                   |                |                                                           |             | Image manquante Téléverser                                                                                |
| Chapelle Sainte-Marguerite de Vals les Bains                                                              | Vals-les-Bains              |         | 44° 41′ 18″ nord, 4° 18′ 50″ est |                |                                                           |             | Chapelle Sainte-Marguerite de Vals les Bains                                                              |
| Chapelle Saint-Nizier de Vanosc                                                                           | Vanosc                      |         | 45° 13′ 28″ nord, 4° 32′ 53″ est |                |                                                           |             | Chapelle Saint-Nizier de Vanosc                                                                           |
| Chapelle Saint-Roch de Pouillas                                                                           | Vanosc                      |         | 45° 13′ 11″ nord, 4° 33′ 53″ est |                |                                                           |             | Chapelle Saint-Roch de Pouillas                                                                           |
| Chapelle de Moulin sur Cance                                                                              | Vernosc-lès-Annonay         |         | 45° 12′ 39″ nord, 4° 42′ 14″ est |                |                                                           |             | Chapelle de Moulin sur Cance                                                                              |
| Chapelle du Ruissol                                                                                       | Veyras                      |         | 44° 44′ 07″ nord, 4° 33′ 45″ est |                |                                                           |             | Image manquante Téléverser                                                                                |
| Chapelle Notre-Dame-de-Lourdes de Tournon                                                                 | Villeneuve-de-Berg          |         | 44° 33′ 10″ nord, 4° 29′ 38″ est |                |                                                           |             | Chapelle Notre-Dame-de-Lourdes de Tournon                                                                 |
| Chapelle Notre-Dame-du-Devoir de Villeneuve-de-Berg                                                       | Villeneuve-de-Berg          |         | 44° 33′ 19″ nord, 4° 30′ 41″ est |                |                                                           |             | Chapelle Notre-Dame-du-Devoir de Villeneuve-de-Berg                                                       |
| Chapelle Saint-Ostian de Viviers                                                                          | Viviers                     |         | 44° 28′ 44″ nord, 4° 39′ 43″ est | « PA00116858 » | Classé MH                                                 | 1983        | Chapelle Saint-Ostian de Viviers                                                                          |
| Chapelle des Dominicains de Viviers                                                                       | Viviers                     |         | 44° 28′ 52″ nord, 4° 41′ 28″ est | « PA00116857 » | Classé MH                                                 | 1967        | Chapelle des Dominicains de Viviers                                                                       |
| Chapelle du couvent Saint-Roch de Viviers                                                                 | Viviers                     |         | à géolocaliser                   |                |                                                           |             | Chapelle du couvent Saint-Roch de Viviers                                                                 |
| Chapelle Saint-Cérice appelée Gleysette de Vogüé                                                          | Vogüé                       |         | 44° 33′ 00″ nord, 4° 25′ 01″ est |                |                                                           |             | Chapelle Saint-Cérice appelée Gleysette de Vogüé                                                          |